# Форкија (Беневенто)
Форкија (итал. Forchia) је насеље у Италији у округу Беневенто, региону Кампанија.
Према процени из 2011. у насељу је живело 615 становника. Насеље се налази на надморској висини од 258 м.

## Становништво
Према резултатима пописа становништва 2011. у општини је живело 1.238 становника.
| 1931. | 1936. | 1951. | 1961. | 1971. | 1981. | 1991. | 2001. | 2011. |
| ----- | ----- | ----- | ----- | ----- | ----- | ----- | ----- | ----- |
| 1.015 | 1.074 | 1.247 | 1.158 | 944   | 1.026 | 893   | 1.116 | 1.238 |